# Arad Bar
Arad Bar (in ebraico ארד בר‎?; 29 gennaio 2000) è un calciatore israeliano, centrocampista del Maccabi Petah Tiqwa in prestito dall'LNZ Čerkasy.

## Carriera

### Club
Cresciuto nel settore giovanile del Maccabi Petah Tiqwa, esordisce in prima squadra il 29 agosto 2019 disputando l'incontro di Liga Leumit pareggiato per 1-1 contro l'H. Rishon LeZion.

### Nazionale
Ha giocato nelle nazionali giovanili israeliane Under-19 ed Under-21.

## Statistiche

### Presenze e reti nei club
Statistiche aggiornate al 13 gennaio 2022.
| Stagione        | Squadra             | Campionato      | Campionato | Campionato | Coppe nazionali | Coppe nazionali | Coppe nazionali | Coppe continentali | Coppe continentali | Coppe continentali | Altre coppe | Altre coppe | Altre coppe | Totale | Totale |
| Stagione        | Squadra             | Comp            | Pres       | Reti       | Comp            | Pres            | Reti            | Comp               | Pres               | Reti               | Comp        | Pres        | Reti        | Pres   | Reti   |
| --------------- | ------------------- | --------------- | ---------- | ---------- | --------------- | --------------- | --------------- | ------------------ | ------------------ | ------------------ | ----------- | ----------- | ----------- | ------ | ------ |
| 2019-2020       | Maccabi Petah Tiqwa | LL              | 30         | 3          | CI              | 5               | 0               |                    | -                  | -                  |             | -           | -           | 35     | 3      |
| 2020-2021       | Maccabi Petah Tiqwa | LhA             | 30         | 1          | CI+TC           | 2+3             | 0               |                    | -                  | -                  |             | -           | -           | 35     | 1      |
| 2021-2022       | Maccabi Petah Tiqwa | LhA             | 14         | 0          | CI+TC           | 2+5             | 0+1             |                    | -                  | -                  |             | -           | -           | 21     | 1      |
| Totale carriera | Totale carriera     | Totale carriera | 74         | 4          |                 | 17              | 1               |                    | -                  | -                  |             | -           | -           | 91     | 5      |

### Cronologia presenze e reti in nazionale
| Cronologia completa delle presenze e delle reti in nazionale ― Israele under 21 | Cronologia completa delle presenze e delle reti in nazionale ― Israele under 21 | Cronologia completa delle presenze e delle reti in nazionale ― Israele under 21 | Cronologia completa delle presenze e delle reti in nazionale ― Israele under 21 | Cronologia completa delle presenze e delle reti in nazionale ― Israele under 21 | Cronologia completa delle presenze e delle reti in nazionale ― Israele under 21 | Cronologia completa delle presenze e delle reti in nazionale ― Israele under 21 | Cronologia completa delle presenze e delle reti in nazionale ― Israele under 21 |
| Data                                                                            | Città                                                                           | In casa                                                                         | Risultato                                                                       | Ospiti                                                                          | Competizione                                                                    | Reti                                                                            | Note                                                                            |
| ------------------------------------------------------------------------------- | ------------------------------------------------------------------------------- | ------------------------------------------------------------------------------- | ------------------------------------------------------------------------------- | ------------------------------------------------------------------------------- | ------------------------------------------------------------------------------- | ------------------------------------------------------------------------------- | ------------------------------------------------------------------------------- |
| 2-9-2021                                                                        | Győr                                                                            | Ungheria under 21                                                               | 1 – 2                                                                           | Israele under 21                                                                | Qual. Europeo Under-21 2023                                                     | -                                                                               |                                                                                 |
| 7-9-2021                                                                        | Lublino                                                                         | Polonia under 21                                                                | 1 – 2                                                                           | Israele under 21                                                                | Qual. Europeo Under-21 2023                                                     | -                                                                               | 46’                                                                             |
| 11-11-2021                                                                      | Serravalle                                                                      | San Marino under 21                                                             | 0 – 4                                                                           | Israele under 21                                                                | Qual. Europeo Under-21 2023                                                     | -                                                                               | 69’                                                                             |
| 16-11-2021                                                                      | Petah Tiqwa                                                                     | Israele under 21                                                                | 3 – 0                                                                           | Ungheria under 21                                                               | Qual. Europeo Under-21 2023                                                     | 2                                                                               | 68’                                                                             |
| Totale                                                                          |                                                                                 | Presenze                                                                        | 4                                                                               |                                                                                 | Reti                                                                            | 2                                                                               |                                                                                 |

## Palmarès

### Club

#### Competizioni nazionali
- Liga Leumit: 2

Maccabi Petah Tiqwa: 2019-2020, 2022-2023